# Hencse
Hencse é um município da Hungria, situado no condado de Somogy. Tem 7,11 km² de área e sua população em 2019 foi estimada em 337 habitantes.